# André Janney
André Janney né Judas puis nommé Jacob, né le 9 septembre 1905 à Paris et mort le 23 juillet 1985 à Suresnes, est un résistant français, Compagnon de la Libération. Commercial mobilisé au début de la seconde guerre mondiale, il choisit de se rallier à la France libre et participe aux combats de libération de la France avant de reprendre une carrière d'administrateur dans le civil après le conflit.

## Biographie

### Jeunesse
Enfant de commerçants, André Judas naît le 9 septembre 1905 à Paris,. Après avoir effectué son service militaire au 5e groupe d'ouvriers aéronautique, il se lance dans une carrière commerciale et devient directeur de société. Le 17 avril 1925, il obtient par la justice le droit de modifier son patronyme en Jacob.

### Seconde Guerre mondiale
Lors de la mobilisation de 1939, André Jacob est affecté au groupe de transport 129/24 avec le grade de sous-lieutenant. Il s'illustre tout au long de la bataille de France, notamment le 17 mai 1940 lorsqu'il prend le commandement d'une colonne de transport dont le chef vient d'être tué et parvient ainsi à convoyer sur le front un bataillon du 27e régiment de tirailleur algériens. Promu lieutenant, il est démobilisé le 10 août 1940 mais, en désaccord avec l'armistice du 22 juin 1940, décide de se rallier à la France libre. Exilé en Amérique, il s'engage dans les forces françaises libres en juin 1942 et embarque pour l'Angleterre en novembre suivant. Membre du cabinet du général commandant des forces terrestres françaises en Grande-Bretagne, il obtient ensuite d'être affecté en Tunisie au sein de la Force L du général Leclerc en mars 1943.
La Force L étant devenue la 2e division blindée (2e DB), André Jacob est nommé adjoint du commandant du centre d'instruction de la division, chargé de former les unités motorisées. Il devient ensuite officier de liaison du général Leclerc auprès du commandement des troupes américaines en Afrique. Muté au 501e régiment de chars de combat, il débarque sur Utah Beach avec la 2e DB en août 1944 puis se distingue lors de la bataille de Normandie en effectuant des missions de reconnaissance en arrière des lignes allemandes. Il participe ensuite à la libération de Paris et est promu capitaine. Engagé dans la bataille des Vosges puis dans la bataille d'Alsace, il prend part à la libération de Strasbourg. Suivant l'avancée de la 2e DB jusqu'en Allemagne, il est promu commandant et démobilisé au début de l'année 1946.

### Après-Guerre
De retour à la vie civile, il devient directeur commercial d'une société de textiles. Le 5 septembre 1946, par décret du gouvernement provisoire de la République française, il est à nouveau autorisé à modifier son patronyme et choisit de se nommer Janney. Directeur-général chez l'horloger Lip, il est ensuite engagé comme directeur du département terrestre du chantier naval de La Ciotat. André Janney meurt le 23 juillet 1985 à Suresnes, dans les Hauts-de-Seine, et est inhumé à Paris.

## Décorations
|  |  |  |  |  |  |
|  |  |  |  |  |  |
|  |  |  |  |  |  |

| Commandeur de la Légion d'honneur               | Commandeur de la Légion d'honneur | Commandeur de la Légion d'honneur | Compagnon de la Libération Par décret du 12 septembre 1945 | Compagnon de la Libération Par décret du 12 septembre 1945 | Compagnon de la Libération Par décret du 12 septembre 1945 | Croix de guerre 1939-1945                        | Croix de guerre 1939-1945                        | Croix de guerre 1939-1945                        |
| Silver Star (États-Unis)                        | Silver Star (États-Unis)          | Silver Star (États-Unis)          | Presidential Unit Citation (États-Unis)                    | Presidential Unit Citation (États-Unis)                    | Presidential Unit Citation (États-Unis)                    | Officier de l'Ordre du Nichan Iftikhar (Tunisie) | Officier de l'Ordre du Nichan Iftikhar (Tunisie) | Officier de l'Ordre du Nichan Iftikhar (Tunisie) |
| Officier de l'Ordre du Ouissam alaouite (Maroc) |                                   |                                   |                                                            |                                                            |                                                            |                                                  |                                                  |                                                  |